# Protobenedenipora labiostomelloides
Protobenedenipora labiostomelloides är en mossdjursart som beskrevs av Jean-Loup d'Hondt och Schopf 1984. Protobenedenipora labiostomelloides ingår i släktet Protobenedenipora, ordningen Ctenostomatida, klassen Gymnolaemata, fylumet mossdjur och riket djur. Inga underarter finns listade i Catalogue of Life.